# Kaj Petersen
Kaj Petersen (født 10. september 1942, død 22. juni 2023) var en dansk socialdemokratisk politiker, der var borgmester på Lolland-Falster fra 1977 til 2010.
Kaj Petersen var borgmester i Sakskøbing Kommune fra 1977 indtil kommunen ved strukturreformen i 2007 sammen med flere andre kommuner indgik i den nye Guldborgsund Kommune. Han fortsatte så som den første borgmester i Guldborgsund Kommune indtil udgangen af 2009.

## Politisk karriere
Petersen var medlem af Sakskøbing Byråd fra 1. april 1970 og overtog borgmesterposten fra partifællen Alfred Andersende 15. marts 1977. I 2006 var han formand for sammenlægningsudvalget for Guldborgsund Kommune, og fortsatte som borgmester for kommunen 1. januar 2007.
Petersen mistede popularitet da Ekstra Bladet havde afsløret at han havde brugt skattekroner til druk på en studietur til Tyskland, og tabte borgmesteposten til John Brædder fra listen Nyt Guldborgsund efter kommunalvalget i 2009. I oktober 2012 forlod han Socialdemokratiet efter uoverensstemmelser, men fortsatte som løsgænger i byrådet hvor han var medlem af økonomiudvalget. I april 2013 dannede han Sakskøbinglisten, der stillede op til kommunalvalget 2013 og modtog 814 stemmer (heraf 307 personlige), hvilket ikke var nok til at komme i byrådet.
Petersen var også medlem af Storstrøms Amtsråd fra 1982 til 1990.